# Bleach: Fade to Black
Pour les articles homonymes, voir Bleach et Fade to Black.
Pour plus de détails, voir Fiche technique et Distribution.
Bleach: Fade to Black (劇場版 BLEACH Fade to Black 君の名を呼ぶ, Gekijōban Burīchi - Fade to Black - Kimi no na wo Yobu) est le troisième film inspiré du manga et de la série d'animation, Bleach, sorti au cinéma le 13 décembre 2008 au Japon.
En France, le film est sorti le 21 septembre 2011 en coffret DVD simple et collector et a été diffusé le 25 septembre 2011 sur KZTV.

## Synopsis
Après le retour de Rukia dans la Soul Society, Ichigo ressent un danger en provenance de l'autre monde. Mais tous les autres Shinigami semblent avoir oublié jusqu'à l'existence de Rukia. Toutefois, la Soul Society a d'autres problèmes : le capitaine Kurotsuchi ne reconnait plus personne et une masse de particules spirituelles s'étend depuis son laboratoire, emprisonnant quiconque s'en approche.
Ichigo part avec Kon à la recherche de Rukia, poursuivis par le Gotei 13 qui l'a oublié lui aussi. Quand Renji et Byakuya commencent à se souvenir de Rukia, ils lui viennent en aide. Finalement, Ichigo retrouve Rukia en compagnie de deux personnes, un garçon portant une faux et une fille, et la shinigami a oublié qui elle était avant de quitter le Rukongai. Après avoir discuté avec Kurotsuchi, Urahara, exceptionnellement de retour au poste de capitaine de la 12e division, comprend ce qu'il se passe : un parasite Hollow s'est emparé des deux êtres, qui ont volé une expérience ratée de Kurotsuchi, supprimant les souvenirs de Rukia de l'esprit de tous, sauf de Ichigo et Kon, absents de la Soul Society.
Quand, à force d'efforts, Rukia finit par se remémorer la rencontre avec Ichigo, ses deux ravisseurs fusionnent avec elle. Pendant que le Gotei 13 contient l'extension des particules, Ichigo est contraint de libérer Rukia en lui donnant ses pouvoirs de shinigami, tout comme elle à leur rencontre.

## Fiche technique
- Titre français : Bleach - Film 3 : Fade to Black
- Titre original : 劇場版 BLEACH Fade to Black 君の名を呼ぶ
- Titre alternatif : Gekijōban BLEACH - Fade to Black - Kimi no Na o Yobu
- Auteur du manga : Tite Kubo
- Réalisation : Noriyuki Abe
- Scénario : Michiko Yokote et Tite Kubo
- Décors :
- Musique : Shirō Sagisu
- Design des personnages : Masashi Kudo
- Société de production : Studio Pierrot
- Société de distribution : Toho Company, Ltd.
- Pays d'origine :  Japon
- Langue : japonais
- Format : Couleur - Son Dolby Digital
- Genre : animation, combats
- Durée : 93 minutes
- Date de sortie au cinéma : 13 décembre 2008
- Dates de sortie DVD :
  - Japon : 30 septembre 2009[3]
  - France : 21 septembre 2011[1]
- Diffusions :
  - France : 25 septembre 2011 sur KZTV[2]

## Doublage
| Personnages       | Voix japonaises | Voix françaises       |
| ----------------- | --------------- | --------------------- |
| Ichigo Kurosaki   | Masakazu Morita | Vincent de Bouard     |
| Rukia Kuchiki     | Fumiko Orikasa  | Françoise Escobar     |
| Homura            | Aya Hirano      | Lucille Boudonnat     |
| Shizuku           | Hiroshi Kamiya  | Thierry D'Armor       |
| Kon               | Mitsuaki Madono | Patrick Pellegrin     |
| Renji Abarai      | Kentarō Itō     | Nicolas Beaucaire     |
| Byakuya Kuchiki   | Ryotaro Okiayu  | Marc-Antoine Frédéric |
| Kisuke Urahara    | Shinichiro Miki | Yannick Bellissard    |
| Yoruichi Shihoin  | Satsuki Yukino  | Florence Dumortier    |
| Mayuri Kurotsuchi | Ryusei Nakao    | Jean-Pierre Leblan    |
| Tōshirō Hitsugaya | Romi Paku       | Jochen Haegele        |

## Musique
Le générique de fin, koyoi, tsuki ma miezu tomo, est une chanson écrite et interprétée par le groupe Porno Graffitti.[réf. nécessaire]